# Beurawang (Meureudu)
Beurawang is een bestuurslaag in het regentschap Pidie Jaya van de provincie Atjeh, Indonesië. Beurawang telt 809 inwoners (volkstelling 2010).